# Saison 3 de Teen Wolf
Chronologie
Saison 2 Saison 4
Cet article présente les vingt-quatre épisodes de la troisième saison de la série télévisée américaine Teen Wolf.

## Synopsis
Dans la première partie de la saison, une meute d’Alphas arrive à Beacon Hills. Scott et Derek vont devoir les combattre pour sauver leurs vies et celles de leurs amis. En parallèle, de nombreux assassinats sont commis à la manière de ce qui ressemble à des sacrifices humains.
Dans la deuxième partie, des démons japonais, les Onis, arrivent à Beacon Hills, tandis que Stiles se retrouve possédé par un esprit maléfique japonais (un Nogitsune) qui sème la terreur.

## Distribution

### Acteurs principaux
- Tyler Posey (VF : Alexandre Nguyen) : Scott McCall
- Dylan O'Brien (VF : Hervé Grull) : Stiles Stilinski
- Tyler Hoechlin (VF : Stéphane Pouplard) : Derek Hale
- Crystal Reed (VF : Jessica Monceau) : Allison Argent (23 épisodes)
- Holland Roden (VF : Fily Keita) : Lydia Martin (20 épisodes)

### Acteurs récurrents S3A et 3B
- Linden Ashby (VF : Luc Boulard) : le shérif Stilinski (21 épisodes)
- J. R. Bourne (VF : Éric Aubrahn) : Chris Argent (19 épisodes)
- Daniel Sharman (VF : Julien Alluguette) : Isaac Lahey (21 épisodes)
- Charlie et Max Carver (VF : Olivier Martret) : Ethan et Aiden (19 épisodes chacun)
- Melissa Ponzio (VF : Guylène Ouvrard) : Melissa McCall (17 épisodes)
- Seth Gilliam (VF : Yann Pichon) : Dr Deaton, le vétérinaire (17 épisodes)
- Ian Bohen (VF : Guillaume Lebon) : Peter Hale (13 épisodes)
- Keahu Kahuanui (VF : Nathanel Alimi) : Danny (13 épisodes)
- Matthew Del Negro (VF : Constantin Pappas) : Rafael McCall, le père de Scott (12 épisodes)
- Orny Adams (VF : Yannick Blivet) : le coach Bobby Finstock (10 épisodes)
- Bianca Lawson (VF : Sylvie Jacob) : Mlle Morrell (7 épisodes)
- Mieko Hillman (VF : Annabelle Roux) : l'adjointe Tara Graeme (4 épisodes)

### Acteurs récurrents S3A uniquement
- Adelaide Kane (VF : Victoria Grosbois) : Cora Hale (12 épisodes)
- Haley Webb (VF : Pamela Ravassard) : Jennifer Blake / Julia Baccari / le Darach (10 épisodes)
- Gideon Emery (VF : Sylvain Agaësse) : Deucalion (10 épisodes)
- Felisha Terrell (en) (VF : Anne Mathot) : Kali (9 épisodes)
- Sinqua Walls (VF : Namakan Koné) : Vernon Boyd (7 épisodes)
- Brian Patrick Wade (VF : Frédéric Popovic) : Ennis (5 épisodes)
- Michael Hogan (VF : Michel Voletti) : Gerard Argent (3 épisodes - récurrence à travers les saisons)

### Acteurs récurrents S3B uniquement
- Arden Cho (VF : Geneviève Doang) : Kira Yukimura (12 épisodes)
- Tom Choi (VF : Bertrand Liebert) : M. Yukimura, nouveau prof d'histoire et père de Kira (8 épisodes)
- Tamlyn Tomita (VF : Sabeline Amaury) : Mme Yukimura (7 épisodes)
- Ryan Kelley (VF : Garlan Le Martelot) : le shérif-adjoint Parrish (6 épisodes)
- Aaron Hendry (VF : Frédéric Souterelle) : Docteur Brunsky (6 épisodes)

### Invités
- Meagan Tandy (VF : Audrey Sablé (1re voix)) : Braeden (épisodes 1 et 14)
- Gage Golightly (VF : Catherine Desplaces) : Erica Reyes (épisode 2 et 7)
- Ian Nelson (VF : Gwenaël Sommier) : Derek Hale (jeune) (épisode 8)
- Madison McLaughlin : Paige Krasikeva (épisode 8)
- Michael Fjordbak (VF : David Dos Santos) : Peter Hale (jeune) (épisode 8)
- Alicia Coppola : Talia Hale (épisode 8)
- Todd Stashwick (VF : Thierry Kazazian) : M. Tate (épisodes 13 et 14)
- Jill Wagner (VF : Claire Guyot) : Katrine « Kate » Argent (épisodes 13, 14 et 24)
- Shelley Hennig (VF : Cindy Lemineur) : Malia Tate (épisodes 14, 20 et 24)
- Ivonne Coll (VF : Cathy Cerdà) : Araya (épisodes 14 et 20)
- Doug Jones : Barrow (épisode 15)
- Geno Segers (VF : Daniel Lobé) : Kincaid (épisodes 17 et 20)
- Cary-Hiroyuki Tagawa (VF : Christian Visine) : Katashi (épisode 17)
- Skyler Maxon : Caporal Rhys (épisode 21)

## Production

### Développement
Le 12 juillet 2012, la série a été renouvelée pour cette troisième saison composée de vingt-quatre épisodes,.

### Casting
En novembre 2012, les jumeaux Charlie et Max Carver (vus dans Desperate Housewives) ont obtenu un des rôles récurrents : ils interpréteront les loups-garous Ethan et Aiden de la meute Alpha[réf. nécessaire]. Quant à Adelaide Kane, Felisha Terrell (en) et Haley Webb, elles ont obtenu un rôle récurrent pour la saison.
En août 2013, Doug Jones a obtenu un rôle le temps d'un épisode et Arden Cho un rôle récurrent[réf. souhaitée].
En octobre 2013, Ryan Kelley a obtenu un rôle récurrent.

## Liste des épisodes

### Épisode 1:Tatouage
- États-Unis : 3 juin 2013 sur MTV[7]
- France : 
  - 26 octobre 2013 sur MTV France[8]
  - 24 juillet 2015 sur France 4
- Québec : 12 février 2014 sur VRAK.TV

- États-Unis : 2,36 millions de téléspectateurs[9] (première diffusion)

Isaac est emmené à l'hôpital après avoir échappé à deux Alphas grâce à une jeune femme. Celle-ci demande à la mère de Scott de joindre l'Alpha. Isaac demande à Melissa de joindre Scott qui, une fois sur place, se heurte à un Alpha. 
- Cet épisode a réalisé la deuxième meilleure audience depuis le début de la série.

### Épisode 2:Le risque et la récompense
- États-Unis : 10 juin 2013 sur MTV
- France : 2 novembre 2013 sur MTV France[8]
- Québec : 19 février 2014 sur VRAK.TV

- États-Unis : 2,11 millions de téléspectateurs[10] (première diffusion)

Alors que Scott et Stiles se trouvent à une soirée d'anniversaire d'une amie d'enfance de Stiles, Heather, l'organisatrice et amie en question, disparaît. De son côté, Derek utilise les capacités de Peter pour tenter de trouver Erica et Boyd mais Peter étant encore faible, il ne voit que des images floues.

### Épisode 3:La Chasse
- États-Unis : 17 juin 2013 sur MTV
- France : 9 novembre 2013 sur MTV France[8]
- Québec : 26 février 2014 sur VRAK.TV

- États-Unis : 1,67 million de téléspectateurs[11] (première diffusion)

Boyd et Cora sont dans la nature et essaient de tuer tous ceux qu'ils croisent. Scott, Derek et Isaac les traquent sans grand succès : ils demandent donc au père d'Allison de les y aider. Ils arrivent à les enfermer dans le lycée mais une professeure y travaille encore.

### Épisode 4:Prédateur
- États-Unis : 24 juin 2013 sur MTV
- France : 16 novembre 2013 sur MTV France[8]
- Québec : 5 mars 2014 sur VRAK.TV

- États-Unis : 1,91 million de téléspectateurs[12] (première diffusion)

Etant donné qu'il est encore vierge, Stiles commence à s'inquiéter pour sa vie du fait des meurtres de jeunes vierges, surtout qu'un autre élève est découvert mort et a été tué de la même façon que les trois autres. Toutefois, la différence est que Kyle, le dernier mort, n'était pas vierge. Et Stiles essaye de nouveau de trouver une constante entre les meurtres.

### Épisode 5:Tensions
- États-Unis : 1er juillet 2013 sur MTV
- France : 23 novembre 2013 sur MTV France[8]
- Québec : 12 mars 2014 sur VRAK.TV

- États-Unis : 1,63 million de téléspectateurs[13] (première diffusion)

Alors qu'ils font un voyage en bus, Scott et ses amis se remémorent la bataille qui a eu lieu entre la meute des Alphas et la meute de Derek. Scott, qui a du mal à récupérer, est certain que Derek est mort et n'en revient pas. De son côté, Allison a décidé de suivre le bus, accompagnée de Lydia. 

### Épisode 6:Motel California
- États-Unis : 8 juillet 2013 sur MTV
- France : 30 novembre 2013 sur MTV France[8]
- Québec : 19 mars 2014 sur VRAK.TV

- États-Unis : 1,85 million de téléspectateurs[14] (première diffusion)

### Épisode 7:Les Guérisseurs
- États-Unis : 15 juillet 2013 sur MTV
- France : 7 décembre 2013 sur MTV France[8]
- Québec : 26 mars 2014 sur VRAK.TV

- États-Unis : 1,81 million de téléspectateurs[15] (première diffusion)

### Épisode 8:Œil pour œil
- États-Unis : 22 juillet 2013 sur MTV
- France : 14 décembre 2013 sur MTV France[8]
- Québec : 2 avril 2014 sur VRAK.TV

- États-Unis : 1,78 million de téléspectateurs[16] (première diffusion)

Deux récits simultanés composent cet épisode : Le premier est raconté par Peter afin d'expliquer l'amertume coutumière de Derek, tandis que l'autre, relaté par Gerard Argent à qui Scott et Allison ont rendu visite, vise à expliquer la rivalité qui règne entre les loups garous et les chasseurs, ainsi qu'à révéler quelques détails sur Deucalion.
Ennis, extrêmement inquiet pour sa meute à la suite de l'élimination d'un de ses membres par la famille Argent, rencontre Kali, Deucalion et leurs meutes respectives pour envisager des actions en représailles. Malgré les conseils de Talia Hale, la mère de Derek (qui est une Alpha respectée car elle est capable de se transformer totalement en loup), Ennis décide de se venger.
Deucalion décide quant à lui de rencontrer Gerard Argent, mais ne tient pas compte de la mise en garde de Deaton et de Talia. Gerard lui tend un piège, décime sa meute à l'exception d'un membre et lui crève les yeux. Deaton le soigne et alors que Deucalion demande à rester seul, Marco, le seul survivant de sa meute, tente de le tuer. Deucalion se défend et parvient alors à le tuer, constatant que ses yeux pourtant aveugles peuvent parfois voir.
- Cet épisode est un flashback.
- Holland Roden n’apparaît pas dans cet épisode

### Épisode 9:La Fille qui en savait trop
- États-Unis : 29 juillet 2013 sur MTV
- France : 21 décembre 2013 sur MTV France[8]
- Québec : 9 avril 2014 sur VRAK.TV

- États-Unis : 1,77 million de téléspectateurs[17] (première diffusion)

### Épisode 10:Laissés pour compte
- États-Unis : 5 août 2013 sur MTV
- France : 28 décembre 2013 sur MTV France[8]
- Québec : 16 avril 2014 sur VRAK.TV

- États-Unis : 1,97 million de téléspectateurs[18] (première diffusion)

- Holland Roden n’apparaît pas dans cet épisode

### Épisode 11:Le Nemeton
- États-Unis : 12 août 2013 sur MTV
- France : 4 janvier 2014 sur MTV France[8]
- Québec : 23 avril 2014 sur VRAK.TV

- États-Unis : 1,91 million de téléspectateurs[19] (première diffusion)

### Épisode 12:Éclipse lunaire
- États-Unis : 19 août 2013 sur MTV
- France : 4 janvier 2014 sur MTV France[8]
- Québec : 30 avril 2014 sur VRAK.TV

- États-Unis : 2,08 millions de téléspectateurs[20] (première diffusion)

### Épisode 13:Ancrage
- États-Unis : 6 janvier 2014 sur MTV[21]
- France : 31 mars 2014 sur MTV France[22],[8]
- Québec : 2 septembre 2014 sur VRAK.TV[23]

- États-Unis : 2,43 millions de téléspectateurs[24] (première diffusion)

- Cet épisode a enregistré la meilleure audience de la série.
- Le générique change dans cet épisode.

### Épisode 14:Malia
- États-Unis : 13 janvier 2014 sur MTV
- France : 5 avril 2014 sur MTV France[8]
- Québec : 9 septembre 2014 sur VRAK.TV

- États-Unis : 1,91 million de téléspectateurs[25] (première diffusion)

### Épisode 15:Musca
- États-Unis : 20 janvier 2014 sur MTV
- France : 12 avril 2014 sur MTV France[8]
- Québec : 16 septembre 2014 sur VRAK.TV

- États-Unis : 2,01 millions de téléspectateurs[26] (première diffusion)

### Épisode 16:La Marque
- États-Unis : 27 janvier 2014 sur MTV
- France : 19 avril 2014 sur MTV France[8]
- Québec : 23 septembre 2014 sur VRAK.TV

- États-Unis : 1,88 million de téléspectateurs[27] (première diffusion)

### Épisode 17:Doigt d'argent
- États-Unis : 3 février 2014 sur MTV
- France : 26 avril 2014 sur MTV France[8]
- Québec : 30 septembre 2014 sur VRAK.TV

- États-Unis : 2,26 millions de téléspectateurs[28] (première diffusion)

### Épisode 18:L'Énigme
- États-Unis : 10 février 2014 sur MTV
- France : 3 mai 2014 sur MTV France[8]
- Québec : 7 octobre 2014 sur VRAK.TV

- États-Unis : 2,1 millions de téléspectateurs[29] (première diffusion)

Stiles a disparu et ne sait pas où il se trouve. Tout son entourage se mobilise pour le retrouver avec le peu d'indices qu'il a eu le temps de fournir à Scott.

### Épisode 19:Poison
- États-Unis : 17 février 2014 sur MTV
- France : 10 mai 2014 sur MTV France[8]
- Québec : 14 octobre 2014 sur VRAK.TV

- États-Unis : 2,12 millions de téléspectateurs[30] (première diffusion)

### Épisode 20:Eichen House
- États-Unis : 24 février 2014 sur MTV
- France : 17 mai 2014 sur MTV France[8]
- Québec : 21 octobre 2014 sur VRAK.TV

- États-Unis : 1,94 million de téléspectateurs[31] (première diffusion)

### Épisode 21:Le Renard et le Loup
- États-Unis : 3 mars 2014 sur MTV
- France : 24 mai 2014 sur MTV France[8]
- Québec : 28 octobre 2014 sur VRAK.TV

- États-Unis : 2,06 millions de téléspectateurs[32] (première diffusion)

- Holland Roden n’apparaît pas dans cet épisode

### Épisode 22:Dans la tête de Stiles
- États-Unis : 10 mars 2014 sur MTV
- France : 31 mai 2014 sur MTV France[8]
- Québec : 4 novembre 2014 sur VRAK.TV

- États-Unis : 1,8 million de téléspectateurs[33] (première diffusion)

### Épisode 23:Insatiable
- États-Unis : 17 mars 2014 sur MTV
- France : 7 juin 2014 sur MTV France[8]
- Québec : 11 novembre 2014 sur VRAK.TV

- États-Unis : 2 millions de téléspectateurs[34] (première diffusion)

- Cet épisode marque la mort du personnage de Allison Argent, ainsi que du départ de Crystal Reed de la série.

### Épisode 24:Le Coup divin
- États-Unis : 24 mars 2014 sur MTV
- France : 14 juin 2014 sur MTV France[8]
- Québec : 18 novembre 2014 sur VRAK.TV

- États-Unis : 2,26 millions de téléspectateurs[35] (première diffusion)

Il s'agit du dernier épisode pour les acteurs récurrents Daniel Sharman, Keahu Kahuanui, Charles Carver et de son frère Max Carver.